# Суинтон-Бирн, Онор
Онор Суинтон-Бирн (англ. Honor Swinton Byrne; род. 6 октября 1997, Лондон, Англия, Великобритания) — британская актриса.

## Биография
Онор Суинтон-Бирн родилась в Лондоне, Великобритания. У неё есть брат-близнец Ксавье, а также два единокровных брата от предыдущего брака её отца, шотландского драматурга Джона Бирна. Её мать — британская актриса Тильда Суинтон.
Вместе с братом выросла в шотландском городе Нэрн и посещали школу-интернат Драмдуан, специализирующуюся на альтернативном образовании, основанную на философии Рудольфа Штейнера, соучредителем которой стала её мать в 2013 году.
Дебютом для Суинтон-Бирн стал фильм 2009 года «Я — это любовь». В нём она исполнила роль Эммы в детском возрасте. Эмму во взрослой жизни сыграла её мать Тильда Суинтон. Прорывом для Бирн стал полуавтобиографический драматический фильм «Сувенир» британского режиссёра Джоанны Хогг, основанный на реальных событиях из жизни Хогг. Героиня Онор Бирн — Джулия, студентка киношколы, которая заводит отношения с загадочным мужчиной Энтони, что приводит к череде трагических событий. За актёрскую работу в фильме «Сувенир» Бирн была номинирована на премию британского независимого кино в категории «самый многообещающий дебют».
В 2021 году вышел сиквел фильма «Сувенир», получившего название «Сувенир: Часть 2», в котором Суинтон-Бирн вновь исполнила главную роль.

## Фильмография
| Год  |   | Русское название | Оригинальное название | Роль                         |
| ---- | - | ---------------- | --------------------- | ---------------------------- |
| 2009 | ф | Я — это любовь   | Io sono l’amore       | Эмма в детстве               |
| 2019 | ф | Сувенир          | The Souvenir          | Джулия                       |
| 2021 | ф | Сувенир: Часть 2 | The Souvenir: Part II | Джулия                       |
| 2023 | ф | Дрейф            | Drift                 | Элен                         |
| 2023 | с | Корона           | The Crown             | Лола Эрдель-Кавендиш-Кинкейд |

## Награды и номинации
| Год  | Награда                                | Категория                                                     | Название работы | Результат |
| ---- | -------------------------------------- | ------------------------------------------------------------- | --------------- | --------- |
| 2019 | Премия британского независимого кино   | Самый многообещающий дебют                                    | Сувенир         | Номинация |
| 2020 | Премия Лондонского кружка кинокритиков | Самый многообещающий дебют в британском или ирландском фильме | Сувенир         | Победа    |